# Meerfeld
Meerfeld is een plaats in de Duitse deelstaat Rijnland-Palts, en maakt deel uit van de Landkreis Bernkastel-Wittlich.
Meerfeld telt 348 inwoners en ligt aan het Meerfelder Maar.

## Bestuur
De plaats is een Ortsgemeinde en maakt deel uit van de Verbandsgemeinde Wittlich-Land.

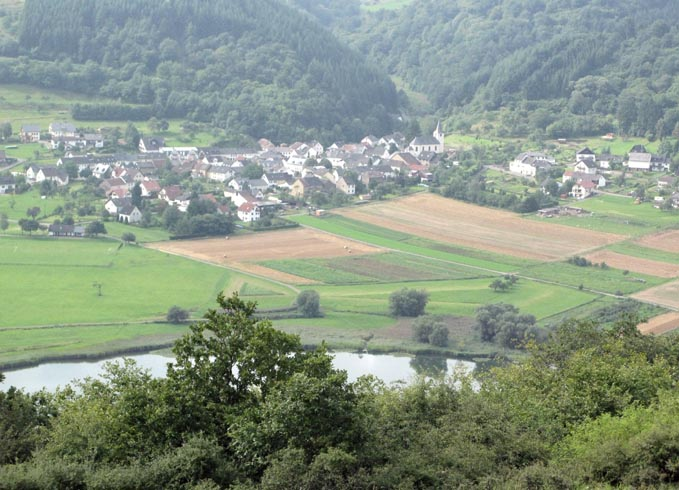
Meerfeld und Maar
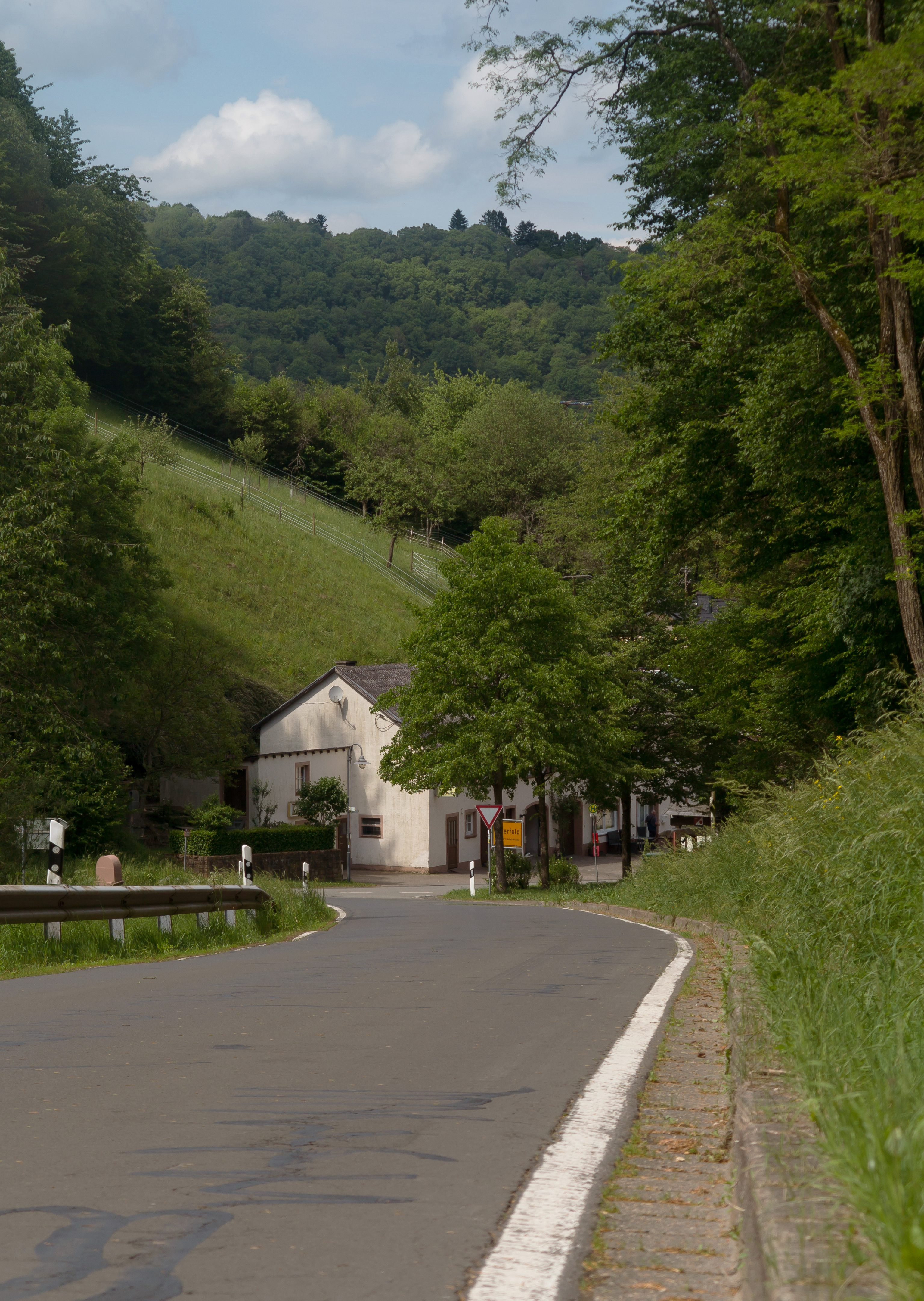
Ingang naar het dorp vanaf Bettenfeld